# Godfrey Walusimbi
Godfrey Walusimbi (Kampala, Uganda; 3 de julio de 1989) es un futbolista de Uganda que juega en la posición de defensa.

## Carrera

### Club
| Periodo   | Club                |
| --------- | ------------------- |
| 2006–2010 | Villa SC            |
| 2010–2013 | Bunamwaya SC        |
| 2013      | CS Don Bosco        |
| 2013      | SC Villa            |
| 2014–2018 | Gor Mahia FC        |
| 2018–2019 | Kaizer Chiefs       |
| 2019–2020 | KS Vllaznia Shkodër |

### Selección nacional
Debutó con Uganda el 4 de septiembre de 2010 ante Angola en la clasificación para la Copa Africana de Naciones de 2012 y Su primer gol lo anotó ante Guinea-Bisáu el 4 de junio de 2011 por la misma clasificación. Formó parte de las selecciones que participaron en la Copa Africana de Naciones de 2017 y 2019.
Actualmente es el jugador con más participaciones con Uganda, con la cual lleva más de 100 partidos internacionales, siendo el primer jugador de Uganda en conseguirlo.

## Logros
- Liga Premier de Uganda

2010
- copa de Uganda

2009
- Liga keniata de fútbol

2014, 2015, 2017, 2018
- Supercopa de Kenia

2015, 2017